# Jürg Bruggmann
Jürg Bruggmann (Sulgen, 1º ottobre 1960) è un ex ciclista su strada svizzero.
Professionista tra il 1983 e il 1990, vinse una tappa al Giro d'Italia.

## Carriera
Da dilettante fu campione nazionale nel 1981 e nel 1982 e fu terzo ai mondiali del 1982. Passò professionista nel 1983, ottenendo come principali successi la tappa di Lecco al Giro d'Italia 1984 e due tappe al Tour de l'Oise, una nel 1987 e una nel 1988.

## Palmarès
- 1981

Campionati svizzeri, prova in linea dilettanti
- 1982

Campionati svizzeri, prova in linea dilettanti
Giro del Mendrisiotto
- 1984

17ª tappa Giro d'Italia (Bardonecchia > Lecco)
- 1987

2ª tappa, 2ª semitappa Tour de l'Oise
- 1988

1ª tappa Tour de l'Oise

### Altri successi
- 1985

Criterium di Morges
Criterium di Oberstammheim
- 1987

Criterium di Gossau
- 1990

Criterium di Meyrin

## Piazzamenti

### Grandi giri
- Giro d'Italia

1983: 132º
1984: ritirato
1985: 118º
1986: 131º
1989: 106º
1990: 138º

### Classiche
- Giro delle Fiandre

1990: 65º

### Competizioni mondiali
- Mondiali su strada

Goodwood 1982 - In linea dil.: 3º
Giavera del Montello 1985 - In linea: 21º